# Jimbolia
Jimbolia (del húngaro: Zsombolya) es una ciudad con estatus de oraș de Rumania en el distrito de Timiș.

## Geografía
Se encuentra a una altitud de 80 m s. n. m. a 605 km de la capital, Bucarest.

## Demografía
Según estimación 2012 contaba con una población de 12 605 habitantes.
| 1948 | 1956   | 1966   | 1977   | 1992   | 2002   | 2012   |
| s/d  | 11 281 | 13 633 | 14 682 | 11 830 | 11 136 | 12 605 |